# Fabian Eberle
Fabian Eberle (27 luglio 1992) è un calciatore liechtensteinese, difensore dello Schaan.